# Diplotropis brasiliensis
Diplotropis brasiliensis là một loài thực vật có hoa trong họ Đậu. Loài này được (Tul.) Benth. miêu tả khoa học đầu tiên.